# Semisulcospira reiniana
Semisulcospira reiniana is een slakkensoort uit de familie van de Semisulcospiridae. De wetenschappelijke naam van de soort werd voor het eerst geldig gepubliceerd in 1876 door Brot als Melania reiniana.